# 4816 Connelly
4816 Connelly eller 1981 PK är en asteroid i huvudbältet som upptäcktes den 3 augusti 1981 av den amerikanske astronomen Edward L.G. Bowell vid Anderson Mesa Station. Den är uppkallad efter Robert Connelly.
Asteroiden har en diameter på ungefär 7 kilometer.